# 兴隆镇 (叙永县)
兴隆镇，是中华人民共和国四川省泸州市叙永县曾经下辖的一个镇。2020年6月8日，撤销兴隆镇，划归龙凤镇管辖。

## 行政区划
兴隆镇撤销前下辖以下地区：
兴隆社区、大竹村、南坳村、茨竹村、黄桷坪村、黄家坝村、凉伞坡村和卷子城村。